# Andreas Norman
Jakob Andreas Norman, född 23 oktober 1972 i Farsta församling i Stockholm, är en svensk författare.

## Biografi
Norman är son till psykoanalytikern Johan Norman och socialantroplogen Karin Norman samt sonson till lektor Nils Norman och dotterson till diplomaten Kjell Öberg. Han är pol. mag. och tjänstgjorde 2003–2013 vid Utrikesdepartementet. Av vikt för hans författarskap är erfarenheterna därifrån och arbetet med terrorismbekämpning. Vid flodvågskatastrofen 2004 sändes Norman till Thailand och deltog i katastrofhanteringen. 
Norman debuterade 1996 med en diktsamling. År 2013 utgav han den politiska thrillern En rasande eld. Berättelsen följer huvudpersonerna Carina Dymek, en ung UD-tjänsteman som stängs av från sitt arbete efter misstanke om samröre med ett terrornätverk, och Bente Jensen, veteran inom Säkerhetspolisens kontraterror. Boken skildrar dagens globala övervakning, kampen mot terrorism och det hårda internationella spelet mellan underrättelsetjänster. En rasande eld är första delen i en planerad trilogi. 
I oktober 2014 utkom boken 9,3 på Richterskalan, en ögonvittnesskildring av krishanteringen i Thailand och Stockholm efter flodvågskatastrofen 2004. Boken dramatiserades av Anna Kölén och hade den 13 februari 2015 urpremiär som monologföreställning på Malmö stadsteaters scen Intiman i regi av Sara Cronberg
En rasande eld planerades att filmatiseras av produktionsbolaget Tre Vänner med manus av Oskar Söderlund. Filmen beräknades ha premiär våren 2016, men blev inte färdigställd.
Norman är gift med författaren och dramaturgen Anna Kölén och tillsammans har de ett barn.

## Övrigt
Norman är författare till skriften Generating Change: The OSCE and the Property Law Implementation in Bosnia and Herzegovina 1999-2002.

## Fotnoter
1. ↑  Sveriges befolkning 1990, CD-ROM, Version 1.00, Riksarkivet (2011).
2. ↑  ”UD pressmeddelande”. Arkiverad från originalet den 4 mars 2016. https://web.archive.org/web/20160304071435/http://www.mynewsdesk.com/se/pressreleases/ny-pressekreterare-hos-migrationsministern-39830. Läst 3 september 2014.
3. ↑  ”Albert Bonnier förlags presentation av En rasande eld”. Arkiverad från originalet den 4 september 2014. https://web.archive.org/web/20140904092548/http://www.albertbonniersforlag.se/bocker/deckare-thrillers-och-spanning/e/en-rasande-eld/. Läst 3 september 2014.
4. ↑  ”Albert Bonnier förlags presentation av 9,3 på Richterskalan”. Arkiverad från originalet den 4 september 2014. https://web.archive.org/web/20140904023538/http://www.albertbonniersforlag.se/Bocker/Samhalle-politik-och-debatt/9/93-pa-Richterskalan/. Läst 3 september 2014.
5. ↑  ”Malmö stadsteater, om "9.3 på Richterskalan" som teaterproduktion”. Arkiverad från originalet den 15 augusti 2019. https://web.archive.org/web/20190815210359/http://malmostadsteater.se.datakultur.net/pa_scen/arkiv/955/. Läst 22 mars 2016.
6. ↑  Tre vänners officiella hemsida  Arkiverad 12 juni 2015 hämtat från the Wayback Machine.
7. ↑  En rasande eld på imdb.com.
8. ↑  ”– Jag blev besatt av att förklara hur allt hör ihop”. www.aftonbladet.se. 29 augusti 2021. https://www.aftonbladet.se/a/G3Pkbm. Läst 17 september 2023.
9. ↑  International Security Studies 01/03, Försvarshögskolan: Stockholm, 2003